# 2023 dans l'armée
Cet article présente les faits marquants de l'année 2023 dans l'armée.

## Décès

### Janvier
- 1er janvier : Jean-Jacques Antier : Historien militaire, journaliste et écrivain français.
- 4 janvier : Volodymyr Radtchenko, Homme politique et militaire ukrainien.

### Février
- 9 février : O Kuk-ryol, Militaire et homme politique nord-coréen.
- 26 février : Monrad Mosberg, Militaire norvégien.

### Avril
- 2 avril : Maxime Fomine, Correspondant militaire, blogueur russe d'origine ukrainienne.
- 12 avril : Yves Sillard, Ingénieur militaire, officier général et aviateur français.
- 14 avril : Antonio Moreno Barberá, Marin militaire espagnol

### Juin
- 26 juin : Salim Saadi, Militaire et homme politique algérien.

### Juillet
- 3 juillet : Léon Gautier, Militaire français, dernier survivant des commandos Kieffer.

### Août
- Abou al-Hussein al-Husseini al-Qourachi, Chef militaire et djihadiste.
- 23 août : Dmitri Outkine, Militaire russe.
- 29 août : Nicolas Mazier, Militaire français, Mort pour la France.

### Septembre
- Kim Il-chol, Militaire et homme politique nord-coréen.

### Octobre
- 9 octobre : Alim Abdallah, Militaire israélien.
- 13 octobre : Mourad Abou Mourad, Militaire palestinien.
- 25 octobre : Youcef Khatib, Militaire et médecin algérien.

### Novembre
- Vladimir Sviridov, Militaire russe.
- 7 novembre : Frank Borman, Militaire, pilote d'essai et astronaute américain.
- 17 novembre : Gohar Ayub Khan, Militaire et homme politique pakistanais.

### Décembre
- 29 décembre : Mosese Tikoitoga, Militaire et diplomate fidjien.